# 월터 리니

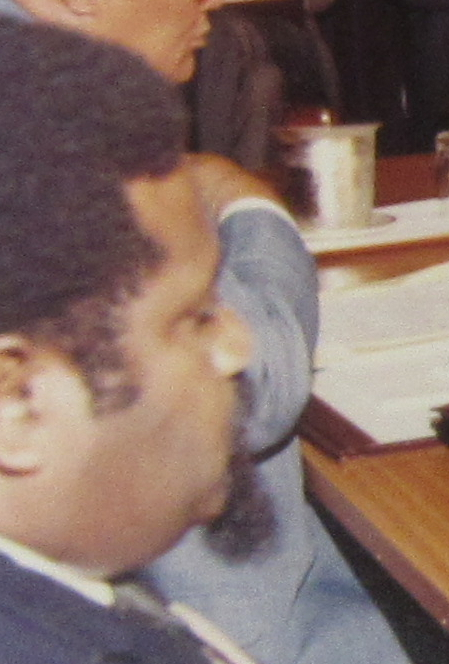

월터 리니(Walter Lini, 1942년 ~ 1999년 2월 21일)는 바누아투의 성공회 사제 출신 정치인이다. 바누아아쿠당을 창립하여 바누아투의 독립 운동을 주도한 핵심 인물 중 하나로, 1980년 독립 이후 바누아투의 초대 총리가 되어 1991년까지 재임했다. 제3세계 사회주의의 일종인 멜라네시아 사회주의를 처음 주장했다.

## 같이 보기
- 바누아아쿠당